# Leopold Figl
Leopold Figl (né le 2 octobre 1902 à Rust in Tullnerfeld et mort le 9 mai 1965 à Vienne) est un homme d'État autrichien. Il est chancelier fédéral d'Autriche de 1945 à 1953, à la suite de la Seconde Guerre mondiale, et au gouvernement provisoire de Karl Renner. Il est le premier chancelier autrichien élu démocratiquement depuis 1934.

## Origines et formation
Troisième fils d'une famille paysanne de vieille souche, il aide sa mère dans les travaux agricoles mais aussi pour l'éducation de ses six frères et sœurs cadets, après le décès de son père. Cela développe en lui un sentiment de responsabilité de façon tout à fait naturelle. Son origine sociale joue un rôle très important dans sa vie, que ce soit d'un point de vue privé ou politique. Dès son enfance, les mots « renoncer, aider et travailler à une cause » ont un sens évident pour Figl.
Lycéen à Saint-Pölten, il crée les MKV de Nibelungia. Ses études secondaires achevées, il est le seul de ses frères et sœurs à se lancer dans des études supérieures, coûteuses, à Vienne. Il obtient un diplôme d'ingénieur agricole en 1931, métier qui lui permet de poursuivre le métier de son père mais à un niveau plus élevé. Durant ses études universitaires, il appartient à la corporation estudiantine catholique Norica.

## Carrière politique

### Ses débuts
Son diplôme obtenu, on propose à Figl une place de secrétaire à la fédération des paysans de Basse-Autriche qu'il accepte. Occupant ce poste, il appartient au noyau du Parti chrétien-social. En 1933, il devient le directeur de la fédération des paysans de Basse-Autriche.
Après le coup d’État d'Engelbert Dollfuss, Figl devient membre du Conseil économique fédéral. En 1937, il est nommé président de la Fédération des paysans de l’État.

### La déportation et le retour des camps
Après l'annexion de l'Autriche par le Reich, Figl est arrêté le 12 mars 1938 et déporté au camp de concentration de Dachau, dont il sort le 8 mai 1943. Après sa libération, il prend une place d'ingénieur du pétrole en Basse-Autriche. Le 8 octobre 1944, Figl est de nouveau arrêté et déporté au camp de concentration de Mauthausen. Il est accusé de haute trahison, à la suite de cette accusation, il est transféré au tribunal de Vienne le 21 janvier 1945 et est condamné à mort le mois suivant, peine qui ne sera pas exécutée avec la fin de la guerre.
Après la libération de Vienne par les troupes soviétiques, le commandement militaire russe charge Figl de l'approvisionnement alimentaire de la population viennoise. À la suite de ses expériences avec l'État et le nazisme, Figl devient le défenseur de tous les camps politiques. Le 14 avril 1945, Figl rétablit la Fédération des paysans (Bauernbund) dont il devient le directeur et l'intègre au Parti populaire autrichien fondé trois jours plus tard, le 17 avril 1945, et dont il est choisi comme vice-président. Le 27 avril, Figl devient le Landeshauptmann de Basse-Autriche ainsi que secrétaire d'État.

### Chancelier et ministre
Après les premières élections de décembre 1945, premières depuis 1934, l'ÖVP gagne la majorité absolue et Figl se voit nommé, le 20 décembre 1945, chancelier fédéral autrichien. Les Soviétiques qui occupent l'Autriche acceptent du fait de son opposition au nazisme et ses qualités de gestion. Figl est très populaire auprès de la population. Un de ses discours les plus célèbres est le discours de Noël de 1945.
De 1945 à 1966, une grande coalition de son parti et du Parti social-démocrate d'Autriche (SPÖ) gouverne le pays et sera capable de résoudre les principaux problèmes économiques et sociaux d'après-guerre, aidé par le plan Marshall. Mais pourtant, le 26 novembre 1953, il doit abandonner le poste de chancelier à la suite de critiques internes de son parti sur son trop grand esprit de compromis avec le SPÖ. Figl devient alors ministre des Relations extérieures du gouvernement du nouveau chancelier Julius Raab, il prend donc une grande part dans la conclusion du traité d'État autrichien. Après sa signature, le 15 mai 1955 au palais du Belvédère à Vienne, Figl prononce en tant que ministre des Relations extérieures, les mots célèbres : « L'Autriche est libre ! »

### Dernières années
En 1959, lors des élections, le SPÖ arrive presque à égalité avec l'ÖVP. Il est donc en position de demander le poste de ministre des Relations extérieures dans le nouveau gouvernement de coalition. Figl perd donc sa place et est remplacé par Bruno Kreisky. De 1959 à 1962, il est le président du Conseil national, puis Landeshauptmann de Basse-Autriche. Il meurt en 1965 à Vienne à soixante-deux ans après une très courte mais très lourde maladie.

## Anecdote
Avec la visite de Khrouchtchev, dans la petite patrie de Figl, en 1962, vient le pari légendaire du maïs (de), pari pour savoir où pousse le plus haut maïs. Figl gagne le pari mais ne reçoit jamais le cochon qui avait été convenu comme gain.